# Coupe de Grèce féminine de volley-ball
La Coupe de Grèce de volley-ball féminin est organisée par la Fédération Grèce de volley-ball (Elliniki Omospondia Petosferiseos-EOPE), elle a été créée en 1998.

## Palmarès
| Année | Vainqueur                | Score                                     | Finaliste                      |
| ----- | ------------------------ | ----------------------------------------- | ------------------------------ |
| 1999  | Filathlitikos Vrilíssia  | 3 - 0 (26-24, 25-18, 25-14)               | Panathinaikos Athènes          |
| 2000  | Filathlitikos Vrilíssia  | 3 - 1 (25-18, 25-19, 13-25, 25-22)        | Filathlitikos Thessalonique    |
| 2001  | Panellínios Athènes      | 3 - 2 (25-21, 25-18, 17-25, 18-25, 15-13) | Filathlitikos Vrilíssia        |
| 2002  | ZAON Kephissia           | 3 - 0 (27-25, 25-17, 25-23)               | Aias Évosmos (Thessalonique)   |
| 2003  | Filathlitikos Vrilíssia  | 3 - 0 (27-25, 25-17, 25-23)               | Panellínios Athènes            |
| 2004  | Filathlitikos Vrilíssia  | 3 - 1 (26-24, 22-25, 25-16, 25-22)        | Panellínios Athènes            |
| 2005  | Panathinaikos Athènes    | 3 - 1 (25-22, 21-25, 25-11, 25-14)        | Filathlitikos Vrilíssia        |
| 2006  | Panathinaikos Athènes    | 3 - 1 (25-14, 25-14, 16-25, 25-13)        | Panellínios Athènes            |
| 2007  | compétition non disputée | compétition non disputée                  | compétition non disputée       |
| 2008  | Panathinaikos Athènes    | 3 - 2 (27-25, 25-27, 23-25, 25-20, 15-13) | A.O. Markópoulo                |
| 2009  | Panathinaikos Athènes    | 3 - 0 (25-21, 26-24, 25-19)               | Iraklis Thessalonique          |
| 2010  | Panathinaikos Athènes    | 3 - 1 (25-22, 19-25, 25-15, 25-21)        | Olympiakós Le Pirée            |
| 2011  | Olympiakós Le Pirée      | 3 - 2 (25-22, 17-25, 19-25, 25-18, 15-10) | AEK Athènes                    |
| 2012  | Olympiakós Le Pirée      | 3 - 2 (22−25, 25−20, 27−29, 25−19, 15−11) | Panathinaikos Athènes          |
| 2013  | Olympiakós Le Pirée      | 3 - 1 (20−25, 25−16, 25−22, 25−22)        | AEK Athènes                    |
| 2014  | Olympiakós Le Pirée      | 3 - 0 (25-14, 25-15, 25-21)               | Pannaxiakos A.O.               |
| 2015  | Olympiakós Le Pirée      | 3 - 0 (25-21, 25-19, 25-22)               | Panathinaikos Athènes          |
| 2016  | Olympiakós Le Pirée      | 3 - 0 (25-18, 25-8, 25-13)                | AEK Athènes                    |
| 2017  | Olympiakós Le Pirée      | 3 - 1 (19-25, 25-18, 25-21, 25-15)        | Pannaxiakos A.O.               |
| 2018  | Olympiakós Le Pirée      | 3 - 0 (25-15, 25-16, 25-19)               | Pannaxiakos A.O.               |
| 2019  | Olympiakós Le Pirée      | 3 - 1 (25-16, 23-25, 25-19, 25-17)        | A.O. Thíra Santorin            |
| 2020  | Compétition abandonnée   | Compétition abandonnée                    | Compétition abandonnée         |
| 2021  | PAOK Thessalonique       | 3 - 0 (25-20, 25-21, 25-23)               | A.O. Thíra Santorin            |
| 2022  | Panathinaikos Athènes    | 3 - 1 (21-25, 25-22, 25-19, 25-15)        | A.O. Thíra Santorin            |
| 2023  | AEK Athènes              | 3 - 1 (25–21, 14–25, 25–20, 25–20)        | Panathinaikos Athènes          |
| 2024  | Olympiakós Le Pirée      | 3 - 0 (25–20, 25–23, 25–22)               | AEK Athènes                    |
| 2025  | Olympiakós Le Pirée      | 3 - 2 (17–25, 25–16, 15–25, 25–18, 15–12) | Paniónios Néa Smýrni (Athènes) |

## Bilan par club
| Club                    | Titres | Ville         | Année                                                            |
| ----------------------- | ------ | ------------- | ---------------------------------------------------------------- |
| Olympiakós Le Pirée     | 11     | Le Pirée      | 2011, 2012, 2013, 2014, 2015, 2016, 2017, 2018, 2019, 2024, 2025 |
| Panathinaikos Athènes   | 6      | Athènes       | 2005, 2006, 2008, 2009, 2010, 2022                               |
| Filathlitikos Vrilíssia | 4      | Athènes       | 1999, 2000, 2003, 2004                                           |
| Panellínios Athènes     | 1      | Athènes       | 2001                                                             |
| ZAON Kephissia          | 1      | Athènes       | 2002                                                             |
| PAOK Thessalonique      | 1      | Thessalonique | 2021                                                             |
| AEK Athènes             | 1      | Athènes       | 2023                                                             |